# Tchirinkotan
Tchirinkotan, en russe Ostrov Tchirinkotan, Остров Чиринкотан, en japonais Chirinkotan-tō, 知林古丹島, est une île volcanique inhabitée de Russie située en mer d'Okhotsk et faisant partie des îles Kouriles.

## Géographie
Tchirinkotan est une île inhabitée de l'Extrême-Orient russe située dans le nord des îles Kouriles, dans la mer d'Okhotsk, à 25 kilomètres à l'ouest de l'île d'Ekarma. Mesurant 6 km2 de superficie, elle est de forme circulaire avec un diamètre de trois kilomètres,. Elle culmine à 742 mètres d'altitude au Masaochi, l'un des deux pics qui entourent un cratère d'un kilomètre de diamètre pour 300 à 400 mètres de profondeur ouvert sur le sud-ouest,. L'île constitue le sommet émergé d'un volcan qui s'élève au-dessus des fonds marins profonds de 3 000 mètres. L'île comporte très peu de végétation en raison des éruptions volcaniques qui se traduisent généralement par des explosions, parfois phréato-magmatiques, et des coulées de lave.

## Histoire
La première éruption du Tchirinkotan observée par les Européens de manière certaine est celle des années 1880, l'observation de 1760 ne correspondant pas à une éruption de manière certaine. Six autres éruptions se sont produites sur le volcan, la dernière s'étant déclarée le 11 juin 2013 et étant toujours en cours.